# Efecte taula de pícnic de Patagonia

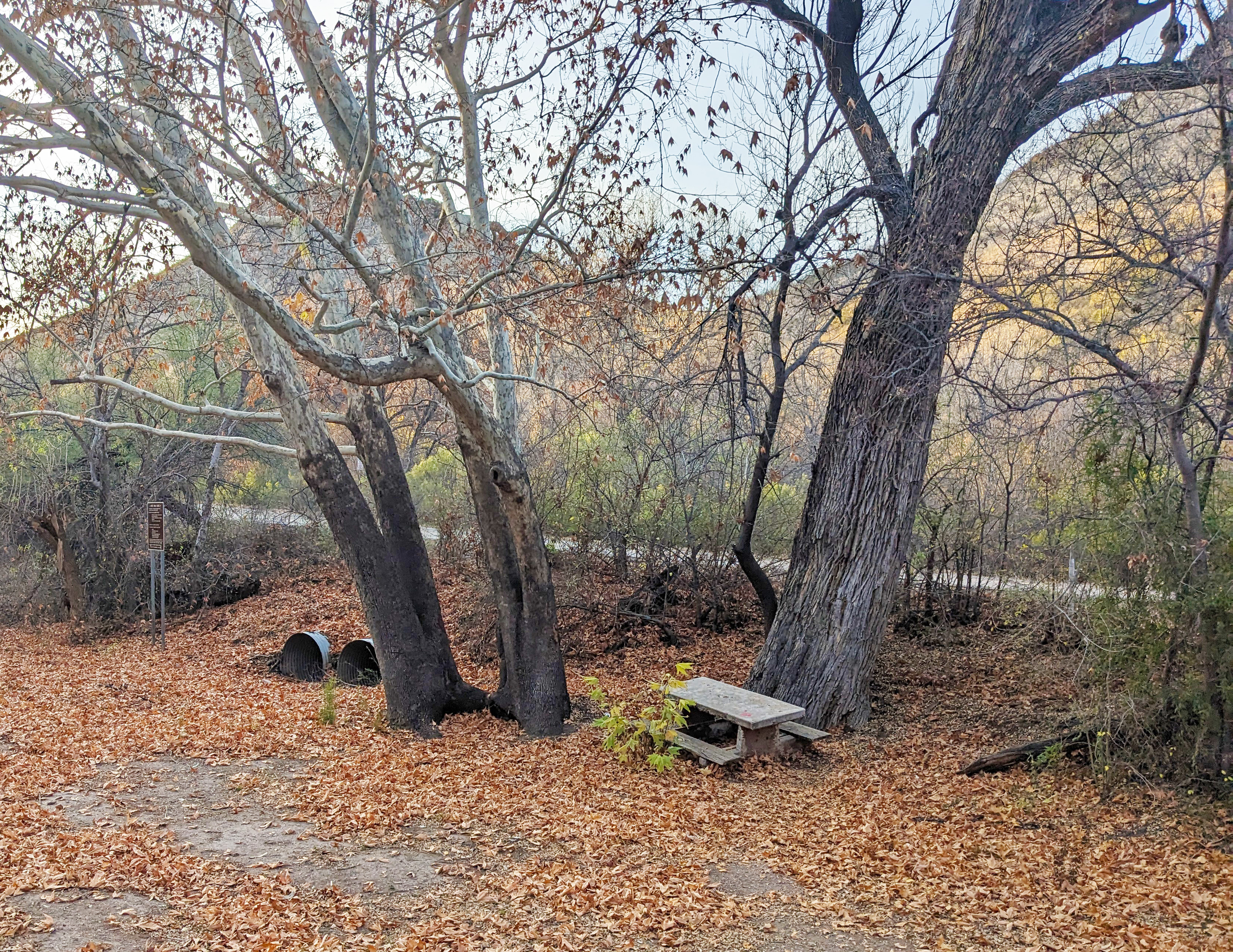
La taula de pícnic a la Patagònia, Arizona, que va donar lloc al nom del terme, va caure en mal estat.

L'efecte taula de pícnic de Patagonia (en anglès, PPTE: Patagonia picnic table effect), també conegut com a efecte d'àrea de descans de Patagonia, és un fenomen associat a l'observació d'ocells en el qual una afluència d'observadors d'ocells després del descobriment d'un ocell rar en un lloc provoca el descobriment d'altres ocells rars en aquest mateix lloc, i així successivament, amb el resultat final que la localitat es fa molt coneguda per les aus rares, tot i que en si mateixa pot ser que no sigui massa diferent d'altres localitats similars. Això es deu a un augment de l'assistència d'observadors que incrementa el potencial d'observació d'aus rares en aquell indret .
El nom prové de l'àrea de descans i de pícnic d'una carretera al sud del poble de Patagonia, a l'estat d'Arizona (Estats Units) on es va observar el fenomen per primera vegada. A l'agost de 2022, en aquell punt d'observació ja s'hi havien registrat 229 espècies.
Una investigació de la Universitat Estatal d'Oregon suggereix que el fenomen pot ser un mite; no es va trobar cap diferència significativa entre un període al voltant de l'albirament d'ocells rars en un lloc i una línia de base en les troballes d'ocells rars. Això suggereix que gran part del fenomen es deu a l'augment de l'ús de fonts en línia com eBird.